# Carolina Mestrovic
Carolina Verónica Mestrovic Moroni (née le 20 juillet 1991 à Arica) est une actrice, danseuse, chanteuse et présentatrice de télévision chilienne.

## Télévision

### Émissions
| Année     | Émission                            | Rôle                                       | Chaîne      |
| --------- | ----------------------------------- | ------------------------------------------ | ----------- |
| 2008      | Rojo, el valor del talento          | Participante                               | TVN         |
| 2008-2012 | Yingo                               | Participante (2008-2011) Animatrice (2012) | Chilevisión |
| 2012      | Fiebre de Baile: Famosos en Peligro | Participante                               | Chilevisión |
| 2012      | El Rey del Show                     | Présentatrice backstage                    | Chilevisión |
| 2014-2015 | Sin vergüenza                       | Animatrice                                 | Chilevisión |
| 2015      | Sabingo                             | Animatrice                                 | Chilevisión |

### Telenovelas
| Année | Telenovela   | Rôle              | Chaîne      |
| ----- | ------------ | ----------------- | ----------- |
| 2010  | Amor virtual | Trinidad Ferreira | Chilevisión |
| 2010  | Don Diablo   | Malena Malebrán   | Chilevisión |
| 2012  | Gordis       | Linda             | Chilevisión |
| 2013  | Graduados    | Sofía Matic       | Chilevisión |